# Cássio Pires
Cássio Pires (São Paulo, 9 de agosto de 1976) é um dramaturgo brasileiro, diretor artístico do Filme Bê e autor de obras como "Ifigênia", "A Carne Exausta" e "Mais Um".

## Biografia
Formado em Letras pela Universidade de São Paulo em 1999, obteve o título de mestre em Artes pela mesma universidade em 2005, por meio de uma dissertação sobre a dramaturgia paulista das décadas de 1990 e 2000.
Iniciou sua atividade teatral em um grupo amador da cidade de Ribeirão Preto. Seu primeiro texto montado em circuito profissional foi "Mal Necessário" (2003), encenado na II Mostra de Dramaturgia Contemporânea do Teatro Popular do SESI. Além de textos encenados por diversos grupos brasileiros, tem peças montadas na Itália, na Alemanha e na Argentina. Integrou os grupos Tablado de Arruar e Cia. dos Dramaturgos e foi diretor artístico do Coletivo Teatral Filme Bê. Além de dramaturgo foi professor em cursos superiores de Artes Cênicas e dirigiu algumas peças, entre elas, "Vigília", uma experiência de 12h ininterruptas de encenação em looping e improviso de um texto de sua autoria na Oficina Cultural Oswald de Andrade. "O dragão de fogo", espetáculo infantil de sua autoria recebeu os prêmios de Melhor Espetáculo Infantil, Melhor Figurino e  Melhor Ator Coadjuvante do ano 2017 no Prêmio São Paulo de Incentivo ao Teatro Infantil e Jovem.

## Principais textos
- 2003 - "Mal Necessário". II Mostra de Dramaturgia Contemporânea do SESI. Direção: Marcelo Lazzaratto.
- 2004 - "Perímetro". Intercity Festival, Florença (Itália). Direção: Pietro Bontempo.
- 2005 - "Mais Um". Centro Cultural São Paulo, São Paulo. Direção: Ana Roxo.
- 2005 - "Para um banho depois da tarde". Casa das Rosas, São Paulo. Direção: Ana Roxo.
- 2006 - "Peça de Elevador". Centro Cultural Banco do Brasil, São Paulo. Direção de Marcelo Lazzaratto.
- 2006 - "Nem Aqui, Nem lá". Centro Cultural São Paulo, São paulo. Direção: Kleber Montanheiro.
- 2007 - "Vigília". Intercity Festival, Florença (Itália). Direção: Michelle Panela.
- 2011 - "Teseu". Projeto Conexões, São Paulo. Direção: diversos.
- 2011 - "A Carne Exausta", Teatro João Caetano, São Paulo. Direção: Paulo Azevedo.
- 2011 - "Ifigênia", Espaço Elevador de Teatro Panorâmico. Direção: Marcelo Lazzaratto.
- 2012 - "Os Homens da Equipagem". Em processo com o Coletivo Teatral Filme Bê. Direção: Cássio Pires
- 2014 - "Verbo", Sesc Pinheiros. Direção, Cássio Pires.
- 2015 - "OE", Sesc Consolação. Direção: Marcelo Lazzaratto
- 2015 - "Maria que virou Jonas ou A força da imaginação. Cia Livre. Direção: Cibele Forjaz
- 2016 - "Tiros em Osasco". Sesi Paulista. Direção: Yara de Novaes
- 2016 - "O Dragão de fogo". Sesc Consolação. Direção: Marcelo Lazzaratto.
- 2016 - "O Deus da cidade". Os fofos encenam. Direção: Fernando Neves
- 2017 - "Diásporas". Sesc Pompeia. Direção Marcelo Lazzaratto.

## Adaptações
- 2002 - "O Rouxinol", de Andersen. Direção: Kleber Montanheiro.
- 2009 - "A Chuva Pasmada", de Mia Couto. Direção: Marcelo Lazzaratto.
- 2011 - "O fio das missangas", de Mia Couto. Direção: Bruna Bressani e Pedro Lopes
- 2011 - "Os Amigos dos Amigos", de Henry James. Direção: Cássio Pires.
- 2013 - "Sonata a Kreutzer - Uma história para o século XIX", de Liev Tolstói. Direção: Marcelo Airoldi.
- 2013 - "Casa de Bonecas" - Os Bárbaros Cia. de Teatro
- 2015 - "O Capote". Adaptação em parceria com Drauzio Varella. Direção: Yara de Novaes

## Direções
- 1998 - "O Vôo Sobre o Oceano", de Bertolt Brecht.
- 2000 - "O Mercador de Veneza", de Shakespeare.
- 2011 - "Os amigos dos amigos", de Cássio Pires, adaptado do conto homônimo de Henry James.
- 2013 - "Casa de Bonecas", de Cássio Pires, adaptado do clássico homônimo de Henrik Ibsen.
- 2014 - "Verbo", de Cássio Pires.
- 2016 - "Vigília", de Cássio Pires.

## Prêmios
- 2011 - "Os Amigos dos Amigos", Prêmio de Melhor Espetáculo no Cultura Inglesa Festival.
- 2002 - "Mais Um", Prêmio Plínio Marcos (Secretaria de Estado da Cultura).
- 2002 - "Mais Um", menção honrosa no Concurso Nacional de Literatura da Cidade de Belo Horizonte.
- 2017 - "O dragão de fogo", prêmios de Melhor Espetáculo Infantil, Melhor Figurino e  Melhor Ator Coadjuvante do ano 2017 no Prêmio São Paulo de Incentivo ao Teatro Infantil e Jovem.